# Passiflora lutea
Passiflora lutea is een van de 24 passiebloemen die door Carl Linnaeus werd vermeld in zijn Species plantarum uit 1753.
Het is de passiebloem met het noordelijkste verspreidingsgebied. De plant komt voor in de bossen van het noorden van de Verenigde Staten. Deze passiebloem kan temperaturen tot −15 °C overleven en korte periodes tot −30 °C, waarmee het de meest winterharde passiebloem is. De plant kan worden verward met Passiflora affinis uit het zuiden van Texas en het noordoosten van Mexico. Passiflora affinis heeft echter schutbladeren, een knopachtig uiteinde aan zijn coronadraden en nectarkliertjes onderaan de bladeren, kenmerken die Passiflora lutea niet bezit.
Passiflora lutea is een kruidachtige klimplant met dunne stengels, die tot 3 m per jaar kan groeien. In de winter sterft de plant tot op de grond af. In het voorjaar komt de plant vanaf zijn dikke, vlezige wortels weer op. In de bladoksels ontspringen de ranken waarmee de plant zich vasthecht. De bladsteel is tot 5 cm lang. De afwisselend geplaatste bladeren zijn drielobbig, drienervig en 3–7 cm × 3–15 cm groot. De groengele, 1-2 cm brede bloemen groeien solitair of in paren in de bladoksels op tot 4 cm lange bloemstelen. De kelkbladeren zijn groenachtig geel en tot 1,2 × 0,3 cm groot. De kroonbladeren zijn bleek groenachtig geel, bijna wittig en tot 0,8 × 0,15 cm groot. De corona bestaat uit twee rijen. De 0,5–1 cm lange binnenste rij is groenig en de buitenste, 1,5–2,5 cm lange coronarij is rozig getint aan de basis en gelig aan de punten. In het midden van de corona ontspringt de androgynofoor. De plant bloeit van juni tot augustus. De vruchten ter grootte van een erwt, rijpen van groen naar paars. Ze bevatten vele kleine, gegroefde zaden.
De plant heeft geen sierwaarde. Hij heeft wel goede winterharde eigenschappen, wat hem geschikt zou maken als ouder van hybrides. Er zijn echter geen hybrides van Passiflora lutea geregistreerd. De plant kan vermeerderd worden door zaaien en stengel- en wortelstekken.

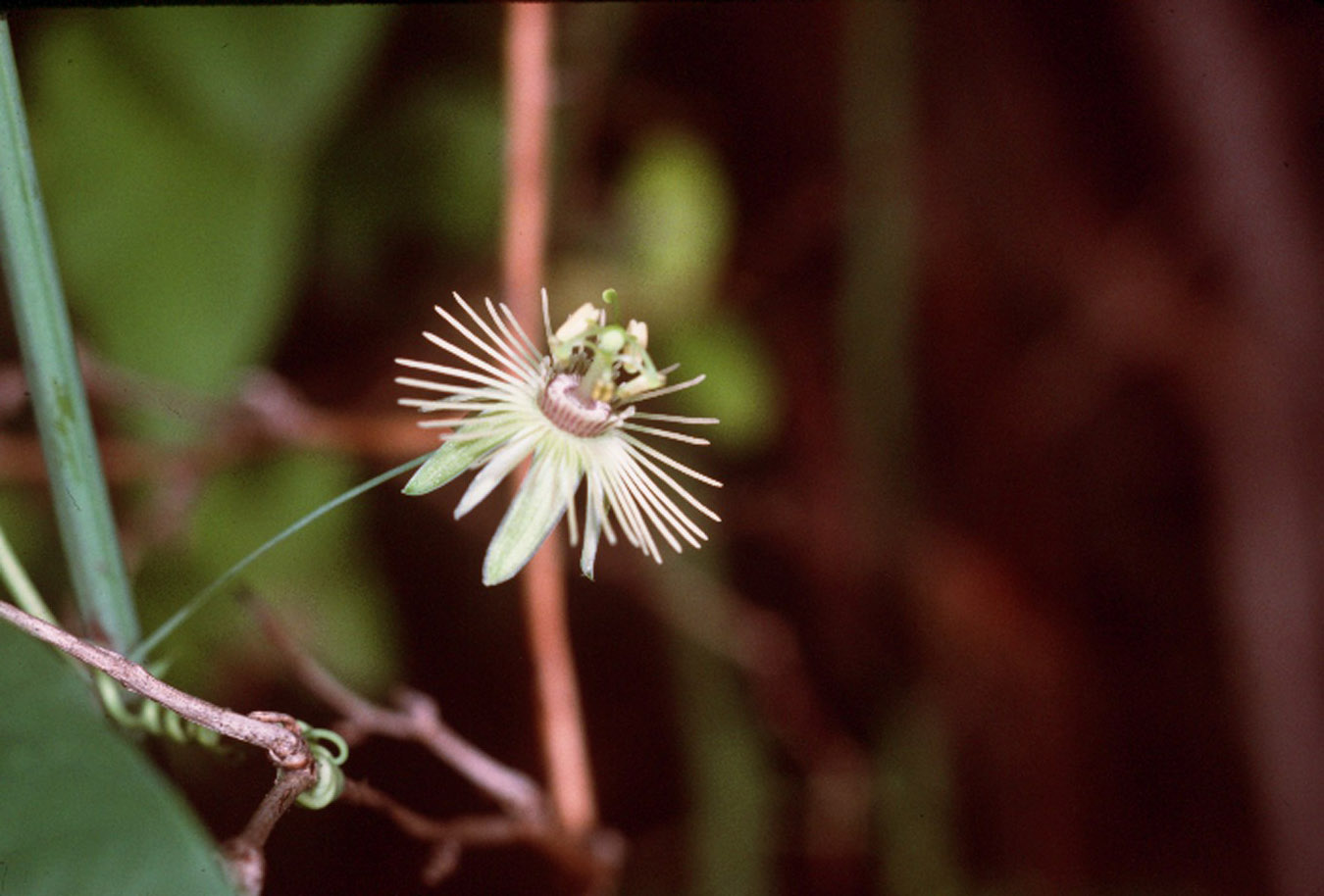
bloem
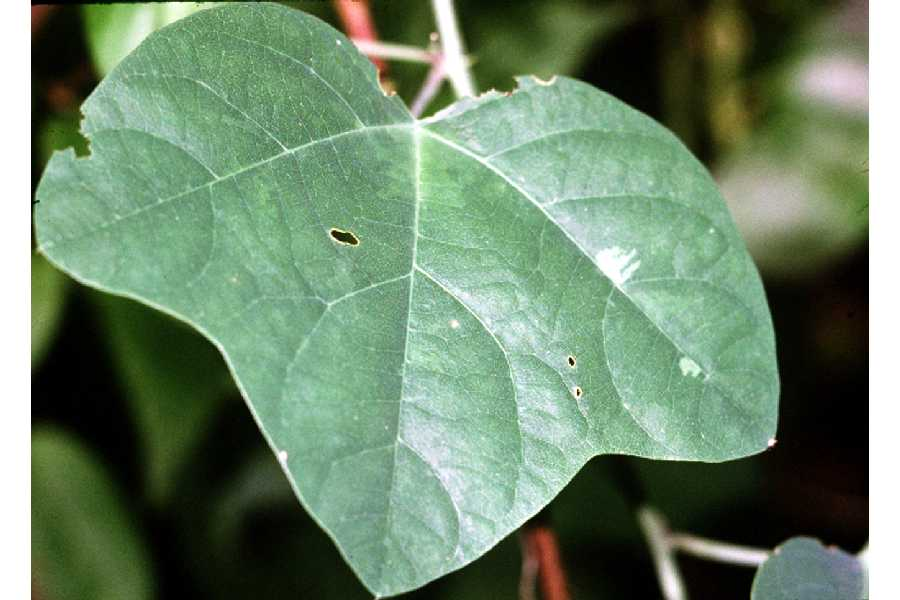
blad
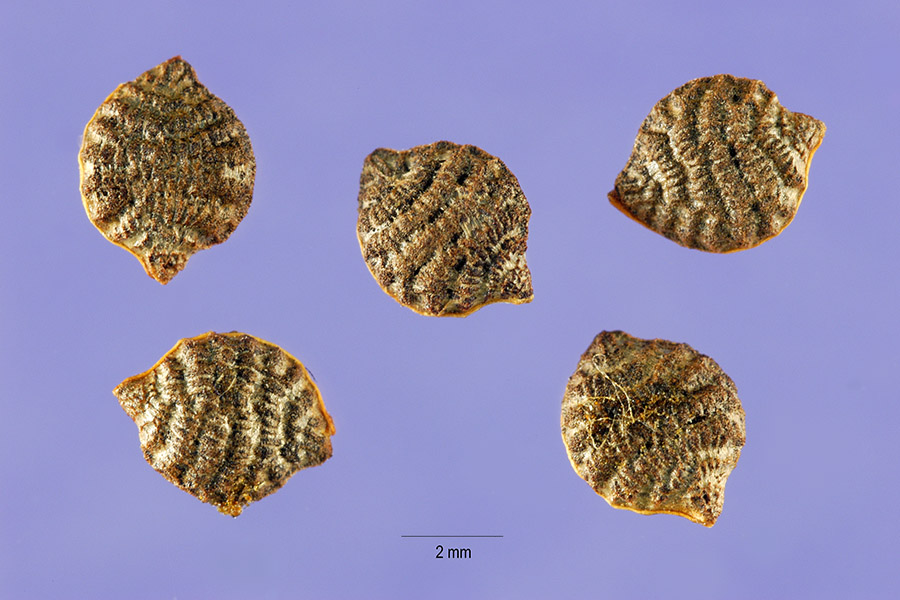
zaden

... · 
P. alata · 
P. aurantia · 
P. biflora · 
P. caerulea (Blauwe passiebloem) · 
P. citrina · 
P. coccinea · 
P. coriacea · 
P. edmundoi · 
P. edulis · 
P. edulis forma edulis · 
P. edulis forma flavicarpa · 
P. foetida · 
P. gibertii · 
P. herbertiana · 
P. incarnata · 
P. jorullensis · 
P. kermesina · 
P. laurifolia · 
P. ligularis · 
P. lindeniana · 
P. loefgrenii · 
P. lutea · 
P. morifolia · 
P. murucuja · 
P. organensis · 
P. picturata · 
P. punctata · 
P. quadrangularis · 
P. racemosa · 
P. rubra · 
P. serratifolia · 
P. suberosa · 
P. subpeltata · 
P. tarminiana · 
P. tulae · 
P. vitifolia · 
P. xishuangbannaensis · 
P. yucatanensis · 
...